# Oecomys mamorae
Oecomys mamorae är en däggdjursart som först beskrevs av Thomas 1906.  Oecomys mamorae ingår i släktet Oecomys och familjen hamsterartade gnagare. IUCN kategoriserar arten globalt som livskraftig. Inga underarter finns listade i Catalogue of Life.
Denna gnagare förekommer i Sydamerika i Bolivia, norra Paraguay och västra Brasilien. Kanske finns arten i norra Argentina. Oecomys mamorae vistas i regioner som ligger 200 till 2100 meter över havet. Habitatet utgörs av regnskogar, andra skogar, buskskogar och savanner. Arten besöker även odlade områden.
Individerna är aktiva på natten och klättrar i växtligheten. De vilar i täta ansamlingar av klätterväxter. Oecomys mamorae har frön och frukter som föda.